# Giovanna Winterfeldt
Giovanna Winterfeldt (27 febbraio 1991) è una doppiatrice e cantante tedesca.

## Biografia
È figlia dell'attrice e doppiatrice Sabine Winterfeldt e madre di due figli. Ha iniziato la carriera da doppiatrice in età adolescenziale. 
Dal 2006 al 2008 ha studiato canto da Almut Kühne e dal 2009 da Annerose Schloussen. È la cantante del gruppo Eternal Quest Dal 2013, Giovanna Winterfeldt studia sceneggiatura presso la Deutsche Film- und Fernsehakademie Berlin (DFFB).

## Doppiaggio

### Film
- Lola Créton in Qualcosa nell'aria (2012)
- Halston Sage in Cattivi vicini (2014)
- Nicola Peltz in Transformers 4 - L'era dell'estinzione (2014)
- Perla Haney-Jardine in Steve Jobs (2015)
- Erin Kellyman in Solo: A Star Wars Story (2018)
- Marissa Bode in Wicked (2024)

### Serie televisive
- Krystal in Winx Club
- Christina Robinson in Dexter (2008-2011,2013)
- Daphne Blake in Scooby-Doo! Mystery Incorporated (2013-2016)
- Wendy in Gravity Falls (2012)
- Jaylen Barron in Bones (2013)
- Flautista in Randy - Un Ninja in classe (2013-2014)
- Dua Saleh in Sex Education
- Peyton Kennedy in Everything Sucks!, Grey's Anatomy (2018,2018-2019)
- Samantha Marie Ware in Doom Patrol
- Mjurran in Mi sono reincarnato in uno slime
- Principessa Rebecca in Elena di Avalor
- Miku Nakano in The Quintessential Quintuplets
- Stella in Fate: The Winx Saga (2021)
- Anne Winters in The Orville

### Videogiochi
- Panam Palmer in Cyberpunk 2077 (2020)
- Frey Holland in Forspoken (2023)